# 萨利利亚斯
萨利利亚斯，是西班牙阿拉贡自治区韦斯卡省的一个市镇。总面积28平方公里，总人口110人（2001年），人口密度4人/平方公里。